# 사라시나촌 (나가노현)
사라시나촌(更級村)은 나가노현 사라시나군에 있던 촌이다. 현재의 지쿠마시에 해당한다.

## 역사
- 1889년 4월 1일 - 정촌제 시행에 의해 3촌의 구역을 확장해 사라시나촌이 성립하였다.
- 1955년 4월 1일 - 구 도구라정과 합병해 새로운 도구라정이 성립하여, 동일 사라시나촌은 폐지되었다.

## 교통

### 철도
- 일본국유철도
  - 시노노이선 (현재는 통과하지만 역은 설치되지 않았다)

### 도로
- 나가노 자동차도 (현재는 통과하지만 당시엔 미개통)

## 참고문헌
- 가도카와 일본 지명 대사전 20 長野県
- 「年表・戸倉町の今昔」　戸倉町教育委員会